# Иван Кючуков (офицер)
Вижте пояснителната страница за други личности с името Иван Кючуков.
Иван Павлов Кючуков е български офицер, генерал-майор.

## Биография
Иван Кючуков е роден на 17 март 1881 година в Етрополе. Завършва средно училище в родния си град. Завършва Военното училище в София през 1901 година и започва служба в четвърти пехотен плевенски полк. През септември 1912 година става командир на сборната охранителна рота към дворците в Чамкория. От 1912 до 1913 служи в двадесет и втори пехотен тракийски полк. По-късно служи в щаба на армията. През Първата световна война е командир на първа дружина в четиридесет и първи и петдесет и трети пехотни полкове. Служи като командир на дисциплинарна рота. От 1920 е помощник-командир на втори пехотен искърски полк. В периода 1921 – 1924 е командир на двадесет и седма пехотна дружина. От 1924 г. е заместник-председател на Военноисторическата комисия, а от 1925 г. е началник на инспекторна част в Канцеларията. От юни 1927 е командир на седма пехотна рилска дивизия. На 15 май 1930 г. е произведен в чин генерал-майор, а 30 юни с.г. е уволнен от служба.
Между 1930 и 1944 година е управител на мелница и застрахователен деятел. В периода 1936 – 9 септември 1944 е председател на Дружеството на запасните офицери в Пазарджик. На 26 септември 1944 година е арестуван и на 1 ноември същата година е убит в затвора в Пазарджик. Награждаван е с орден „За храброст“, IV степен, 2 и 1 клас, орден „Свети Александър“, IV и V степен, орден „За военна заслуга“, III и IV степен, орден „За заслуга“, немския орден „Железен кръст“, II клас и орден „За гражданска заслуга“ на обикновена лента.

## Военни звания
- Подпоручик (1902)
- Поручик (1905)
- Капитан (1909)
- Майор (15 декември 1916)
- Подполковник (1 април 1919)
- Полковник (6 май 1924)
- Генерал-майор (15 май 1930)